# Wzór Leibniza
Wzór Leibniza – wzór pozwalający obliczyć {\displaystyle n}-tą pochodną iloczynu funkcji. Został wprowadzony przez niemieckiego matematyka Gottfrieda Leibniza.

## Wzór
Niech {\displaystyle f} i {\displaystyle g} będą funkcjami różniczkowalnymi i mającymi pochodne aż do rzędu {\displaystyle n} włącznie. Wtedy pochodna {\displaystyle n}-tego rzędu iloczynu {\displaystyle f\cdot g} wyraża się wzorem:
|  |  | {\displaystyle (f\cdot g)^{(n)}=\sum _{k=0}^{n}{n \choose k}f^{(k)}g^{(n-k)},} |  | (1) |

gdzie {\displaystyle n \choose k} to symbol Newtona (współczynnik dwumianowy), a {\displaystyle f^{(0)}:=f.}
Wzór ten możemy też przedstawić, używając notacji wielowskaźnikowej:
{\displaystyle \partial ^{\alpha }(fg)=\sum _{\beta \leqslant \alpha }{\alpha  \choose \beta }(\partial ^{\alpha -\beta }f)(\partial ^{\beta }g).}

### Dowód
Wzór
{\displaystyle {\frac {d^{n}f(x)g(x)}{dx^{n}}}=\sum _{i=0}^{n}{n \choose i}f^{(i)}(x)g^{(n-i)}(x)}
udowodnimy, używając indukcji matematycznej (zupełnej) ze względu na {\displaystyle n.}
Dla {\displaystyle n=1} otrzymujemy:
{\displaystyle {\frac {df(x)g(x)}{dx^{2}}}={1 \choose 0}f^{(0)}(x)g^{(1)}(x)+{1 \choose 1}f^{(1)}(x)g^{(0)}(x),}
{\displaystyle f^{(1)}(x)g(x)+f(x)g^{(1)}(x)=f^{(1)}(x)g(x)+f(x)g^{(1)}(x).}
Teraz udowodnimy ten wzór dla {\displaystyle n+1,} przy założeniu, że jest on spełniony dla {\displaystyle n}
{\displaystyle {\begin{aligned}{\frac {d^{n+1}f(x)g(x)}{dx^{n+1}}}&={\frac {d}{dx}}{\frac {d^{n}f(x)g(x)}{dx^{n}}}={\frac {d}{dx}}\left(\sum _{i=0}^{n}{n \choose i}f^{(i)}(x)g^{(n-i)}(x)\right)\\&=\left(\sum _{i=0}^{n}{n \choose i}f^{(i+1)}(x)g^{(n-i)}(x)\right)+\left(\sum _{i=0}^{n}{n \choose i}f^{(i)}(x)g^{(n-i+1)}(x)\right).\end{aligned}}}
Weźmy teraz dla pierwszego członu {\displaystyle i'=i+1.}
{\displaystyle {\begin{aligned}{\frac {d^{n+1}f(x)g(x)}{dx^{n+1}}}&=\left(\sum _{i'=1}^{n+1}{n \choose i'-1}f^{(i')}(x)g^{(n-i'+1)}(x)\right)+\left(\sum _{i=0}^{n}{n \choose i}f^{(i)}(x)g^{(n-i+1)}(x)\right)\\&=\sum _{i=0}^{n+1}\left({n \choose i-1}+{n \choose i}\right)f^{(i)}(x)g^{(n-i+1)}(x)=\sum _{i=0}^{n+1}{n+1 \choose i}f^{(i)}(x)g^{(n+1-i)}(x).\end{aligned}}}

## Uogólnienie
Istnieje podobny wzór, zachodzący dla {\displaystyle r} funkcji {\displaystyle f_{1},\dots ,f_{r}} różniczkowalnych i mających pochodne aż do {\displaystyle n}-tego rzędu włącznie. Pochodna {\displaystyle n}-tego rzędu iloczynu {\displaystyle f_{1}\ldots f_{r}=\Pi _{i=1}^{r}f_{i}} wyraża się wzorem:
|  |  | {\displaystyle {\frac {d^{n}}{dx^{n}}}\prod _{i=1}^{r}f_{i}(x)=\sum _{n_{1}+\ldots +n_{r}=n}{n \choose n_{1},n_{2},\dots ,n_{r}}\prod _{i=1}^{r}{\frac {d^{n_{i}}}{dx^{n_{i}}}}f_{i}(x),} |  | (2) |

gdzie
{\displaystyle {n \choose n_{1},n_{2},\dots ,n_{r}}:={\frac {n!}{n_{1}!,n_{2}!,\dots ,n_{r}!}}}
oznacza współczynnik multimianowy. Sumowanie we wzorze (2) odbywa się po wszystkich liczbach naturalnych (łącznie z 0), których suma daje {\displaystyle n.}

### Dowód
Dowód przeprowadzimy poprzez indukcję ze względu na {\displaystyle r.} Dla {\displaystyle r=2} wzór (2) staje się zwykłym wzorem Leibniza (1):
{\displaystyle {\begin{aligned}{\frac {d^{n}}{dx^{n}}}\prod _{i=1}^{2}f_{i}(x)&=\sum _{n_{1}+n_{2}=n}{n \choose n_{1},n_{2}}\prod _{i=1}^{2}{\frac {d^{n_{i}}}{dx^{n_{i}}}}f_{i}(x)\\&=\sum _{n_{1}=0}^{n}{n \choose n_{1},(n-n_{1})}{\frac {d^{n_{1}}}{dx^{n_{1}}}}f_{1}(x){\frac {d^{n-n_{1}}}{dx^{n-n_{1}}}}f_{2}(x)\\&=\sum _{n_{1}=0}^{n}{\frac {n!}{n_{1}!\,(n-n_{1})!}}\,{\frac {d^{n_{1}}}{dx^{n_{1}}}}f_{1}(x){\frac {d^{n-n_{1}}}{dx^{n-n_{1}}}}f_{2}(x).\end{aligned}}}
Zakładamy więc, że wzór (2) zachodzi dla pewnej liczby naturalnej {\displaystyle r>2.} Udowodnimy, że wynika z niego wzór dla {\displaystyle r+1} funkcji {\displaystyle f_{1},\dots ,f_{r},\,f_{r+1}.} Na początek zapiszmy
{\displaystyle \prod _{i=1}^{r+1}f_{i}(x)=\left(f_{r+1}(x)\right)\left(\prod _{i=1}^{r}f_{i}(x)\right).}
Skorzystajmy teraz ze zwykłego wzoru Leibniza dla dwóch funkcji, {\displaystyle f_{r+1}} oraz {\displaystyle \prod _{i=1}^{r}f_{i}{:}}
{\displaystyle {\frac {d^{n}}{dx^{n}}}\left(f_{r+1}(x)\right)\left(\prod _{i=1}^{r}f_{i}(x)\right)=\sum _{n_{r+1}=0}^{n}\left({n \atop n_{r+1}}\right)\left({\frac {d^{n_{r+1}}}{dx^{n_{r+1}}}}f_{r+1}(x)\right)\left({\frac {d^{n-n_{r+1}}}{dx^{n-n_{r+1}}}}\prod _{i=1}^{r}f_{i}(x)\right)}
(wyrażenie {\displaystyle n_{r+1}} odgrywa rolę wskaźnika {\displaystyle i} i jest dobrane dla zachowania ciągłości oznaczeń w dalszych przekształceniach). Na mocy założenia indukcyjnego, wiemy, czemu równa się ostatni z nawiasów:
{\displaystyle \left({\frac {d^{n-n_{r+1}}}{dx^{n-n_{r+1}}}}\prod _{i=1}^{r}f_{i}(x)\right)=\sum _{\begin{smallmatrix}n_{1}+\ldots +n_{r}\\=n-n_{r+1}\end{smallmatrix}}{n-n_{r+1} \choose n_{1},n_{2},\dots ,n_{r}}\prod _{i=1}^{r}{\frac {d^{n_{i}}}{dx^{n_{i}}}}f_{i}(x).}
Kolejno wstawiając rozpisane wyrażenie z nawiasu i stosując własności sumy, otrzymujemy:
{\displaystyle {\begin{aligned}{\frac {d^{n}}{dx^{n}}}\left(f_{r+1}(x)\right)\left(\prod _{i=1}^{r}f_{i}(x)\right)&=\sum _{n_{r+1}=0}^{n}\left({n \atop n_{r+1}}\right)\left({\frac {d^{n_{r+1}}}{dx^{n_{r+1}}}}f_{r+1}(x)\right)\left(\sum _{\begin{smallmatrix}n_{1}+\ldots +n_{r}\\=n-n_{r+1}\end{smallmatrix}}{n-n_{r+1} \choose n_{1},n_{2},\dots ,n_{r}}\prod _{i=1}^{r}{\frac {d^{n_{i}}}{dx^{n_{i}}}}f_{i}(x)\right)\\&=\sum _{n_{r+1}=0}^{n}\;\sum _{\begin{smallmatrix}n_{1}+\ldots +n_{r}\\=n-n_{r+1}\end{smallmatrix}}\left({n \atop n_{r+1}}\right){n-n_{r+1} \choose n_{1},n_{2},\dots ,n_{r}}\left({\frac {d^{n_{r+1}}}{dx^{n_{r+1}}}}f_{r+1}(x)\right)\left(\prod _{i=1}^{r}{\frac {d^{n_{i}}}{dx^{n_{i}}}}f_{i}(x)\right).\end{aligned}}}
Korzystając z faktu, że dla liczb {\displaystyle n,\,n_{1},\,\dots ,n_{r},\,n_{r+1}} zachodzi
{\displaystyle {n-n_{r+1} \choose n_{1},n_{2},\dots ,n_{r}}{n \choose n_{r+1}}={\frac {(n-n_{r+1})!}{n_{1}!\,n_{2}!\,\dots n_{r}!}}\,{\frac {n!}{n_{r+1}!\,(n-n_{r+1})!}}={\frac {n!}{n_{1}!\,n_{2}!\,\dots n_{r+1}!}}={n \choose n_{1},n_{2},\dots ,n_{r},n_{r+1}},}
otrzymujemy
{\displaystyle {\frac {d^{n}}{dx^{n}}}\left(f_{r+1}(x)\right)\left(\prod _{i=1}^{r}f_{i}(x)\right)=\sum _{n_{r+1}=0}^{n}\;\sum _{\begin{smallmatrix}n_{1}+\ldots +n_{r}\\=n-n_{r+1}\end{smallmatrix}}{n \choose n_{1},n_{2},\dots ,n_{r+1}}\left({\frac {d^{n_{r+1}}}{dx^{n_{r+1}}}}f_{r+1}(x)\right)\left(\prod _{i=1}^{r}{\frac {d^{n_{i}}}{dx^{n_{i}}}}f_{i}(x)\right).}
Dla ustalonego {\displaystyle n_{r+1}} ostatnie dwa nawiasy wymnażają się do wspólnej postaci
{\displaystyle \left({\frac {d^{n_{r+1}}}{dx^{n_{r+1}}}}f_{r+1}(x)\right)\left(\prod _{i=1}^{r}{\frac {d^{n_{i}}}{dx^{n_{i}}}}f_{i}(x)\right)=\left(\prod _{i=1}^{r+1}{\frac {d^{n_{i}}}{dx^{n_{i}}}}f_{i}(x)\right).}
Dla ustalonego {\displaystyle n_{r+1},} sumowanie w wewnętrznej sumie odbywa się po wszystkich liczbach {\displaystyle n_{1},\dots ,n_{r},} których suma daje {\displaystyle n-n_{r+1}.} Ale ponieważ robimy tak dla każdego {\displaystyle n_{r+1},} od 0 do {\displaystyle n,} to w efekcie sumujemy po wszystkich liczbach {\displaystyle n_{1},\dots ,n_{r},n_{r+1},} których suma daje {\displaystyle n} i wszystkie składniki po prawej stronie można zebrać pod jedną sumę
{\displaystyle {\frac {d^{n}}{dx^{n}}}\left(\prod _{i=1}^{r+1}f_{i}(x)\right)=\sum _{\begin{smallmatrix}n_{1}+\ldots +n_{r}\\+n_{r+1}=n\end{smallmatrix}}{n \choose n_{1},n_{2},\dots ,n_{r+1}}\left(\prod _{i=1}^{r+1}{\frac {d^{n_{i}}}{dx^{n_{i}}}}f_{i}(x)\right),}
co kończy dowód indukcyjny.